# نكتة
النكتة هي نوع من أنواع الأدب الشعبي وتحكى قصة صغيرة أو موقفًا أو تسلسلًا من الكلمات الذي يقال/يكتب/يشاهد بغرض التأثير على المتلقي وجعله يضحك.
عادة ما تؤدى النكات أمام جمهور معين، ويختلف هذا الجمهور من شخصين إلى جمهور في مسرح لأغراض تجارية. وعادة يأمل الملقي أن يضحك المتلقي لدي سماعه/قراءته/مشاهدة النكتة.

## أنواع النكتة

### النكتة المكتوبة
تختلف مواضيع النكت فهناك نكت سياسة ونكت اجتماعية و نكت جنسية ونكت تاريخية. كذلك الطريقة المستعملة لإضحاك الناس عديدة، مثلاً:
- قد تخبرنا النكتة بشيء عن طريق طريقة غير مباشرة وطريفة مثلاً:<< سأل الأبن أباه ذات يوم كيف أعرف أن شخصاً ما سكير؟ فقال الأب: انظر إلى هذه الشجيرتين السكير يراها 4 شجيرات، فالتفت الابن ولم ير إلا شجرة واحدة>> المعنى المخفي هنا هو ان الأب يعترف عن طريق الخطأ أنه سكير من خلال عملية حسابية.
- قد تكون النكتة ساخرة من شخص ما، وقد يكون حتى قارئها.